# Geolycosa ornatipes
Geolycosa ornatipes este o specie de păianjeni din genul Geolycosa, familia Lycosidae. A fost descrisă pentru prima dată de Bryant, 1935. Conform Catalogue of Life specia Geolycosa ornatipes nu are subspecii cunoscute.